# Joel Gutiérrez
Joel Gutiérrez Martínez (nacido el 14 de marzo de 1994, en Amealco de Bonfil, Querétaro) es un futbolista mexicano que juega en la posición de portero. Su equipo actual son los Cimarrones de Sonora de la Liga de Ascenso de México.

## Trayectoria
Joel Gutiérrez es un jugador surgido de las fuerzas básicas de los Gallos Blancos del Querétaro.
En el draft del Apertura 2016, se anuncia que jugará con los Cimarrones de Sonora del Ascenso MX.

### Clubes
| Club                 | País   | Año             |
| -------------------- | ------ | --------------- |
| Cimarrones de Sonora | México | 2016 - Presente |